# EasyJet Airlines
A easyJet, nome oficial EasyJet Airline Company Limited, é uma companhia aérea de baixo custo (low cost) britânica com sede em Luton, no Reino Unido. A empresa-mãe, a EasyJet plc, está cotada na Bolsa de Londres (LSE: EZJ) e no índice FTSE 100. É a companhia aérea líder na Europa, e atualmente voa para mais de 137 destinos em 34 países, tendo mais de 300 aviões.
Também é uma das companhias aéreas que registou maior crescimento em termos de expansão de frota e destinos na Europa nos anos 2000. A low cost britânica foi a primeira companhia estrangeira a efetuar voos domésticos de baixo custo em Portugal, em Junho de 2007, quando deu início à rota Porto – Genebra e em outubro do mesmo ano Porto – Basileia-Mulhouse-Freiburg. É ainda a segunda companhia, em número de voos e passageiros, no aeroporto da Portela em Lisboa onde abriu a sua 20ª base europeia. Em Março de 2015 abriu "focous city" no Aeroporto Francisco Sá Carneiro, no Porto.

## História

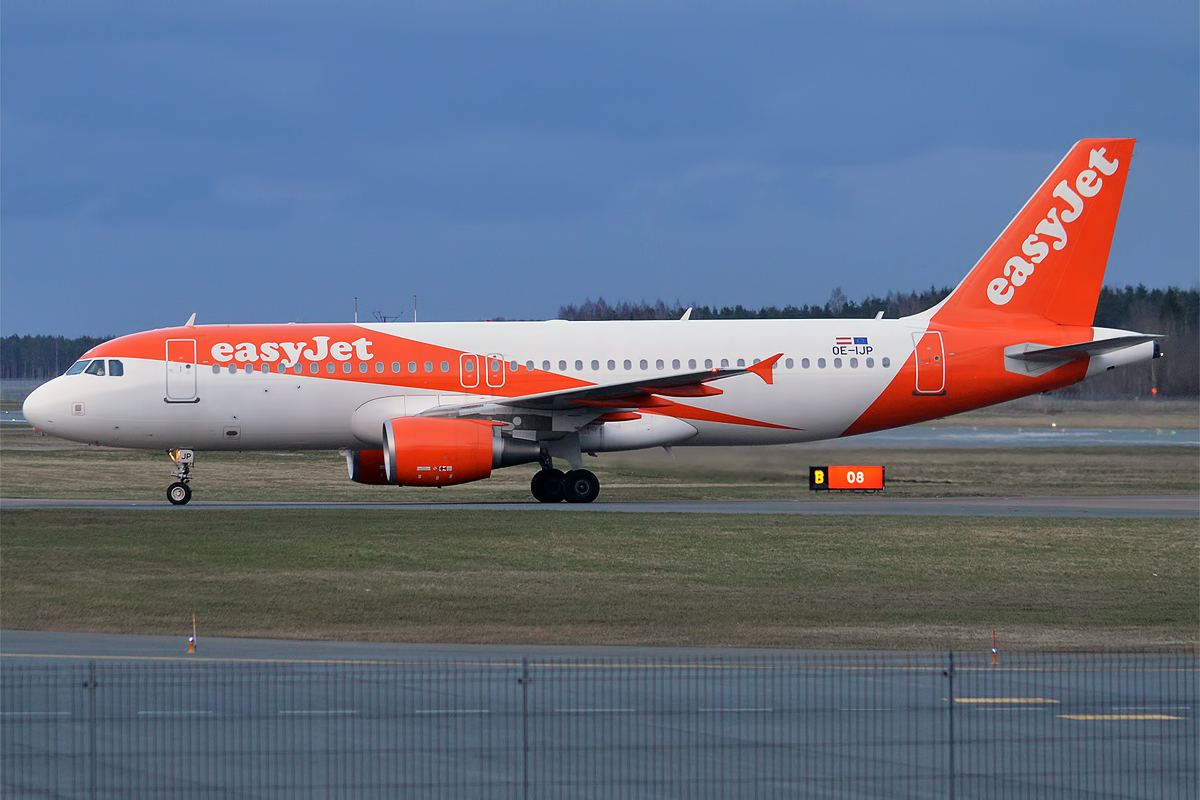
EasyJet Europe Airbus A320

A companhia aérea foi estabelecida em 1995, ano em que também iniciou as suas operações. Foi criada pelo magnata cipriota baseado no Reino Unido, Stelios Haji-Ioannou (conhecido como Stelios). Juntamente com a EBA- Eurobelgian Airlines (actual Virgin Express / Brussels Airlines) e a Ryanair, foi uma das pioneiras na introdução do conceito low cost na Europa. Começou a voar com dois aviões Boeing 737-200 a partir da sua primeira e principal base, o aeroporto de Londres Luton, para Glasgow e Edimburgo.

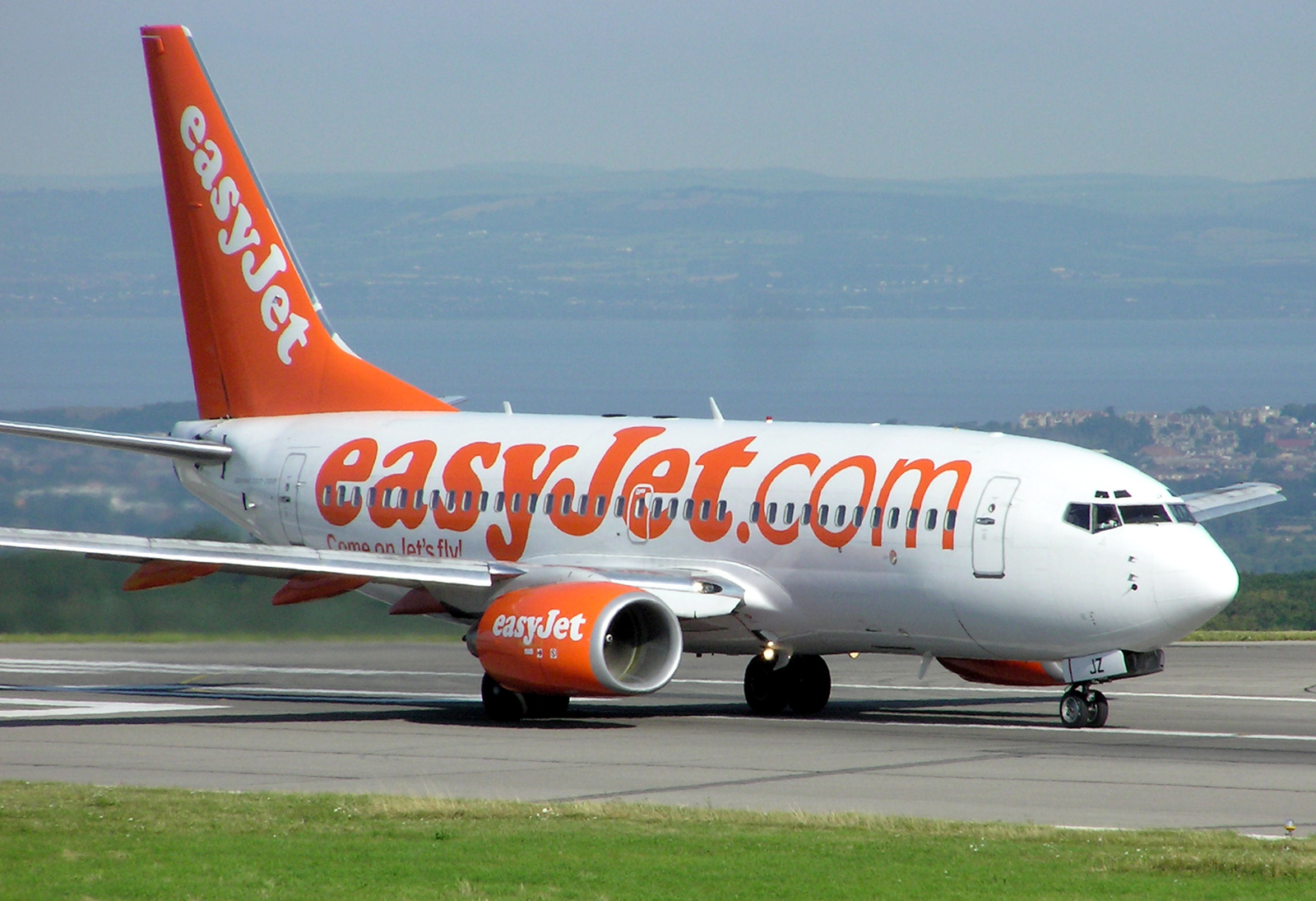
Boeing 737-700 da Easyjet

O modelo low cost da empresa era baseado na companhia norte-americana Southwest Airlines, a companhia aérea mundialmente mais conhecida como a primeira das low cost. Ao longo da década de 1990, a empresa teve um crescimento moderado mas estável, estabeleceu mais rotas a partir da base de Luton e abriu novas rotas para cidades no continente europeu. Em 1998 adquiriu a TEA Switzerland e criou em regime de "franchising" a Easyjet Switzerland, com voos de baixo custo a partir de Genebra e EuroAirport Basel-Mulhouse-Freiburg, situado na França.

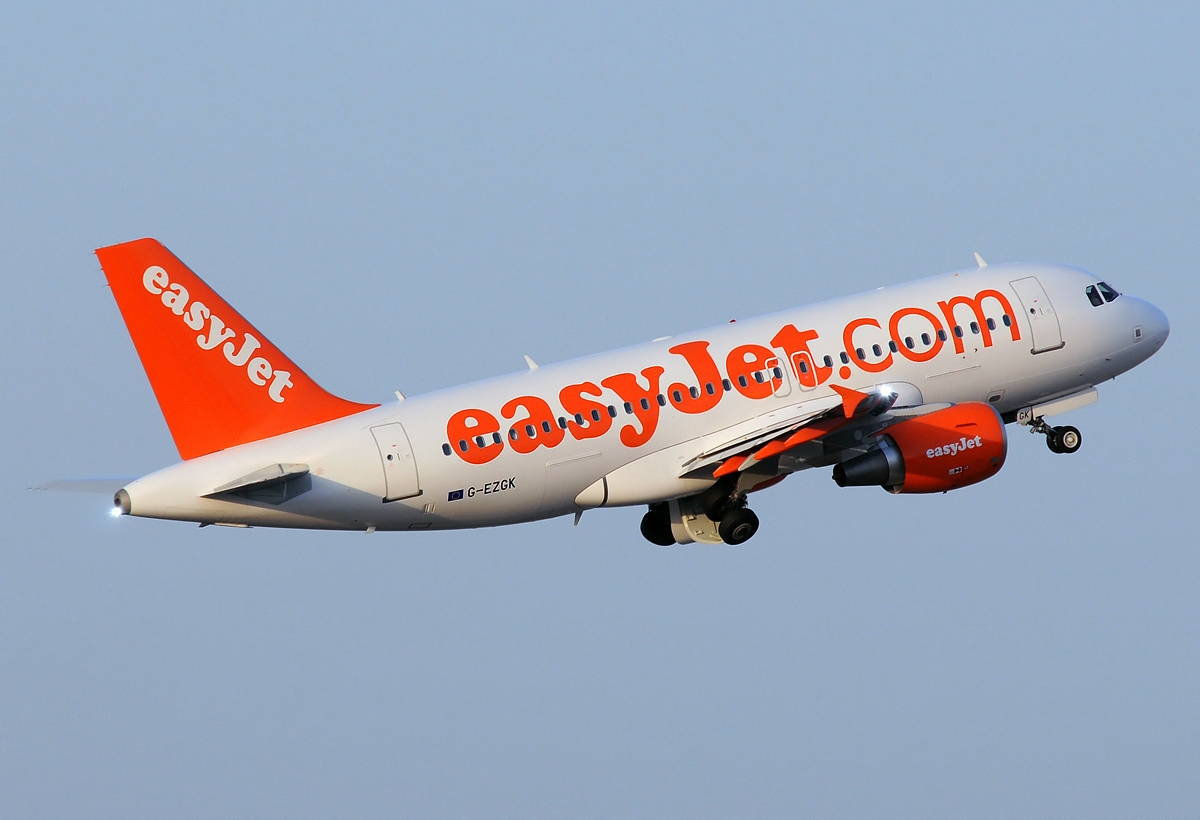
Airbus A319 Easyjet UK

Nesta época a Ryanair ainda não era a sua principal rival e havia acordos de entendimento, de não competirem nas mesmas rotas. Tudo isto mudou, quando a maior companhia aérea britânica, a British Airways, criou a Go Fly, uma low cost que voava a partir do aeroporto de Londres Stansted (na altura, a base principal da Ryanair) para destinos populares na Europa. Houve grande oposição por parte da Easyjet, que lançou campanhas de boicote à Go Fly. Estas campanhas resultaram na compra da Go Fly pela Easyjet em 2002. Foi também o ano em que a empresa decidiu expandir agressivamente e abrir novas bases com novos destinos em toda a Europa, nomeadamente na Alemanha. A frota também foi radicalmente expandida, principalmente quando a companhia fez uma mega-encomenda de mais de 200 aviões Airbus A319.
Actualmente, a empresa tem 26 bases em aeroportos por toda a Europa e tem como principal concorrente a companhia low cost Ryanair. Ambas já competem em alguns destinos e temporariamente lançam campanhas de publicidade comparativa para cativar passageiros, o que gerou bastante polémica e queixas em tribunais europeus.[carece de fontes?] Uma das campanhas mais polêmicas foi feita pela Ryanair em 2004, quando anunciou que por cada milhão de libras de prejuízos da Easyjet, a Ryanair oferecia um milhão de bilhetes aéreos gratuitos (o passageiro apenas paga as taxas de aeroportos e o bilhete tem o custo simbólico de um cêntimo de Euro, Dólar ou Libra).[carece de fontes?] No entanto, em comparação com a Ryanair, a Easyjet voa para aeroportos principais das cidades enquanto que a Ryanair opta pelos aeroportos secundários. Também com uma estratégia de baixo preço, a Easyjet procura distanciar-se da Ryanair através de um serviço com percepção de valor superior face à Ryanair, tentando abranger ainda o segmento de viagens de negócios, oferecendo um serviço mais alargado. A Easyjet desfruta também um maior nível de satisfação na Europa por parte dos passageiros, em comparação com a Ryanair, nomeadamente no que diz respeito ao atendimento do cliente, compensação aos passageiros em casos de cancelamentos de voos e preços justos por serviços justos.
Uma das campanhas mais recentes de competição entre as duas companhias na Península Ibérica foi a criação de uma base de operações em simultáneo no aeroporto de Madrid Barajas em finais de 2006.[carece de fontes?]
Em Outubro de 2007, a Easyjet anunciou a compra da companhia aérea GB Airways Ltd., juntando à Easyjet a sua frota de Airbus A320 e A321, e à sua vasta rede de destinos. Deste modo, a Easyjet opera actualmente com 520 aeronaves.
No dia 18 de Outubro de 2010, a Easyjet anunciou oficialmente a criação da sua 20ª base (hub) no aeroporto de Lisboa, em uma cerimónia na qual foi apresentado o primeiro avião da empresa que irá efectuar operações a partir deste aeroporto. A nova base iniciou a sua operação a partir do Inverno 2011/2012, inicialmente com dois aviões a efectuarem voos a partir de Lisboa, com a abertura de 10 novos destinos, e criando 2000 novos postos de trabalho directos e indirectos, por meio de um investimento de cerca de 300.000.000 Euros. A empresa começou a efetuar todas as suas operações de partida de voo a partir do Terminal 2 do aeroporto de Lisboa. Desta forma, reforçou a sua posição como segunda principal companhia aérea no aeroporto de Lisboa.[carece de fontes?]
A 26 de Março de 2015, a Easyjet, a maior rede europeia de transportes aéreos, e a única companhia aérea privada a operar nos cinco principais aeroportos em Portugal, inaugurou o seu "focous city" no Aeroporto Francisco Sá Carneiro. A abertura deste "focous city", a segunda da Easyjet em Portugal (depois de Faro), deu origem a 80 novos postos de trabalho diretos e à duplicação do número de rotas operadas a partir deste aeroporto.

## Presença em Portugal
Portugal representa aproximadamente 37% do tráfego da EasyJet (ano fiscal de 2019).
A Easyjet serve a partir dos três principais aeroportos de Portugal continental (Faro, Lisboa e Porto) e a partir do aeroporto da Madeira (Funchal) várias cidades europeias com voos diários e semanais.
A EasyJet transportou 28.3 milhões de passageiros nas rotas portuguesas em 2018, com todos os aeroportos para onde opera em Portugal a cresceram e de onde sobressai Lisboa com a maior subida principalmente nos voos que partem de Lisboa com destino a Geneva, Londres-Luton, Londres-Gatwick, Madeira e Madrid.

## Frota

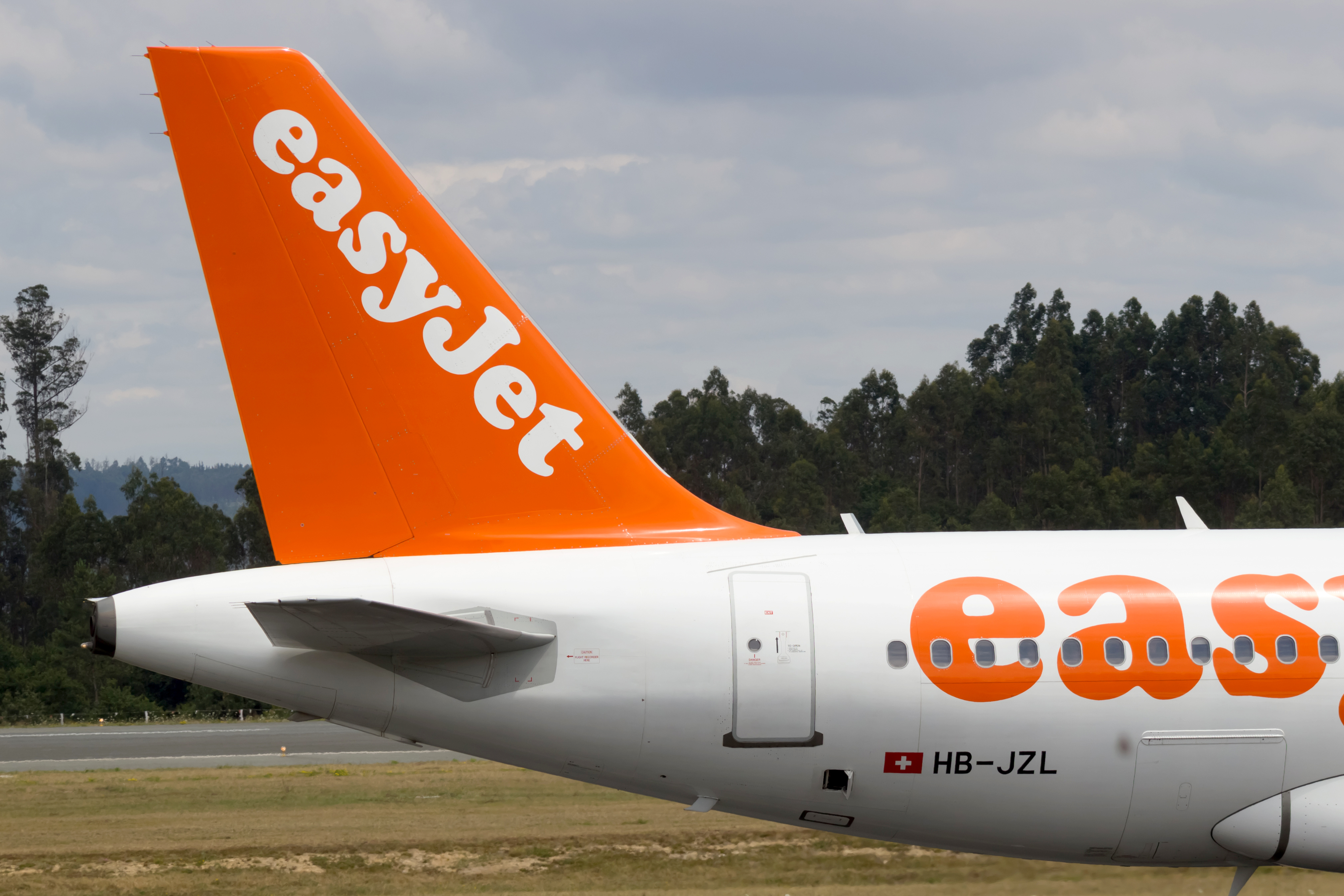
Airbus A319 da EasyJet Switzerland

Em Fevereiro de 2020 a frota da Easyjet é composta pelos seguintes tipos de aeronaves:
| Avião             | Em serviço | Encomendas | Passageiros               | |
| ----------------- | ---------- | ---------- | ------------------------- | --- |
| Airbus A319-100   | 289        | —          | 156                       | A easyJet é o maior operador do Airbus A319 em todo o mundo. 7 operados pela Easyjet Switzerland 45 operados pela Easyjet Europe 37 operados pela Easyjet UK |
| Airbus A320-200   | 208        | —          | 180 (Easyjet Switzerland) | 23 operados Easyjet Switzerland 82 operados pela Easyjet Europe 82 operados pela Easyjet UK                                                                  |
| Airbus A320-200   | 208        | 186        |                           | 23 operados Easyjet Switzerland 82 operados pela Easyjet Europe 82 operados pela Easyjet UK                                                                  |
| Airbus A320neo    | 48         | 77         | 186                       | Entregas de junho de 2017 a 2022. 3 operados pela Easyjet Europe 22 operados pela Easyjet UK                                                                 |
| Airbus A321neo    | 12         | 23         | 235                       | Entregas de junho de 2017 a 2024.. 1 operado pela Easyjet Europe 5 operados pela Easyjet UK                                                                  |
| Airbus A321neoXLR | ---        | 20 (TBA)   | 220                       | Planeado para serem usados em voos transatlânticos (Europa-Estados Unidos da América\Caraíbas) (para ser anunciado, está em negociação)                      |
| Total             | 557        | 100        |                           | |